# 纯洁心灵·逐梦演艺圈
《纯洁心灵·逐梦演艺圈》，原名《青春闪闪·逐梦表演系》，是一部中国大陆青春片，由毕志飞执导和編劇，北京实传创文化传媒有限公司出品。电影没有主演和主线，共有十一条叙事线索，围绕着一个高校表演班的师生。
《逐梦演艺圈》剧情的灵感源自于毕志飞在北京电影学院表演系攻读硕士时的一个想法，具体剧情建基于他在北京联合大学表演系的教学经验。影片摄影工作实际历时一个月，主要拍摄地有海南三亚钻石海岸等。本片曾经多次改档，最终确定首映档期为2017年9月22日，並重新定档于2018年2月9日。電影製片預算為2,500萬人民幣，票房共計233.8萬人民幣，成為票房炸彈。
此电影上映后随即遭到近乎一面倒的负面评价，电影的剧情、叙事结构、演员演技、剪辑、美术效果、主题曲、预告片以至宣传海报都受质疑，不过也有些影视研究专家与演艺界人士表示好评。另外，此电影在豆瓣网站得到极低评分，继而引起片方与豆瓣运营方的争执，双方最终互相起诉。其在豆瓣网站維持影視作品最低分的紀錄，直至2022年才被夏睿執導、张翰擔綱編劇、製片、主演的連續劇《东八区的先生们》超過。

## 电影名称
此电影原名《青春闪闪·逐梦表演系》，于2015年2月4日的新闻发布会上宣布改名为《纯洁心灵·逐梦演艺圈》。毕志飞表示，他从美国电影《美丽心灵》得到启发，认为《纯洁心灵》一名更符合此电影的主题——希望人们追逐演艺梦想时坚守纯洁的心灵。而且，他认为中国大陆以“青春”为名的电影已经太多，因此把电影改为现名。

## 剧情
《逐梦演艺圈》围绕着“海亚影视学院”（虚构影视院校）新任老师文天阳和他班上的十七名学生，电影开首是每名学生的自我介绍。黄子芊是班上最具名气的一人。王熠、白洁和蓝若兮是家庭条件较佳的几名学生。女学生冷成枫和蓝若兮为好友，两人时常一起陪企业高层喝酒。何小宇家境贫困，与母亲相依为命。女学生俸艾依来自贫苦黎族农村，受到蓝若兮和冷成枫嘲笑。
文天阳深爱女友黄茹，但黄茹不满文天阳经济拮据，两人分手告终。情场失意的文天阳决心拍摄一部院线电影，让全体同学都有出演的机会。俸艾依非常仰慕老师文天阳，她为了让老师争取到投资，决定和潜在投资人发生性关系，最终被及时察觉的文天阳拦住。在文天阳筹谋拍电影的同时，班上诸位同学也遇上了各种小插曲：何小宇到公园练习演戏，却遇上车祸，腿部残废，演艺事业告吹；女学生雅丽遭到投资人企图强奸，她男友赵虎虎出手伤人，被判入狱；学生肖遇在剧组担任无薪场工，得到制片人赏识；学生铁心宁渴望结交异性，最终决定与北京女友网恋。
学生成曳在夜店任职驻唱歌手，被富婆玉姐包养，不过他真心所爱的是同班同学杨佳一。思前想后，成曳决定与玉姐分手，因而遭到黑社会威胁和伏击，此时文天阳出现，被黑社会成员捅了三刀。成曳非常内疚，向文天阳叩头道歉，但内心依然过意不去，试图跳海自杀，最终被杨佳一阻止了。另一方面，黄茹知道前男友受伤，到医院探望，并决定复合。
经过几番波折，文天阳与黄茹结婚，并顺利带领学生完成毕业表演，拍摄电影的计划也正式开始了，为全片画上句号。

## 制作

### 资金及经费
《逐梦演艺圈》共投入2,500万人民币。根据毕志飞本人的忆述，《逐梦演艺圈》制作资金紧絀，他要向岳父和朋友借钱，很多演员也要自行垫资来完成拍摄。为了筹募经费，毕志飞决定效法2015年中国大陆电影《西游记之大圣归来》的群众募资（众筹）模式。他四处奔走，以大学生创业者的身份出席企业家会议、众筹活动、庆祝典礼等许多不同场合，向商人讲述自己拍电影的梦想，好几次声泪俱下，又播放试映现场的片段。通过这些众筹，毕志飞共筹得二千万人民币的资金，投资人包括陈广华、刘友存等，有些股东还介绍亲友来投资。但是，电影后来五度延档，引起不少股东批评，有投资人质疑毕志飞是在“圈钱”，要求他退款。电影上映一年后，毕志飞接受访问，指自己欠债近一百万人民币，被迫依靠妻家接济。
网上有消息指出，毕志飞虽然出身不佳，但他岳父财力丰厚，能够为《逐梦演艺圈》的拍摄工作提供许多便利。毕志飞对此予以否认，并定性为造谣抹黑，决定诉诸法庭。

### 剧情和剧本创作
《逐梦演艺圈》剧情的灵感源自于毕志飞在北京电影学院表演系攻读硕士时的一个想法，具体剧情建基于他在北京联合大学表演系的教学经验。他在2005年开始通过访问表演专业师生等方法，为剧本搜集素材，最终在2013年完成剧本撰写工作。在电影拍摄期间，毕志飞偶然会在一切准备就绪时突然想出新的创作灵感，因而临时更改剧本。

### 选角和演员培训
《逐梦演艺圈》片方共招募了18名演员，他们全都是正在中央戏剧学院、北京电影学院、上海戏剧学院、云南艺术学院、山东艺术学院等艺术院校就读表演专业的学生，没有演戏经验，他们出演此电影并没有得到金钱报酬（一说为每人有2,000人民币酬金）。毕志飞曾经想过邀请知名演员陈坤或林志颖出演片中的演艺教师一角，但他最终决定坚持“不屈从于明星”，改为亲自出演这个角色。
选拔演员后，毕志飞要求他们在除夕当天前赴北京参加集训活动，路费自资，食宿开支则由毕志飞包办。演员在集训期间获安排参与电影理论、瑜伽、舞蹈等课程，也要到敬老院和孤儿院进行志愿服务工作，并曾经在只睡了三小时的情况下被毕志飞带到天安门看升旗典礼。由于一些集训活动并不常见于寻常的电影拍摄项目，部分演员对毕志飞提出质疑和不满，最终有九人决定退出。毕志飞后来表示，以上这些安排可以考验演员有没有决心、肯不肯吃苦，是他特意设置的障碍。

### 摄影和录音
《逐梦演艺圈》的摄影工作实际历时一个月，主要拍摄地有海南三亚钻石海岸等。电影本来由导演毕志飞相识十年的友人出任摄影师，但两人在电影开拍前发生意见不合，最终不欢而散。后来，毕志飞聘请了一位在电影业界名气很大的摄影指导。在电影拍摄过程中，毕志飞和演员都经常各持己见，因而爆发争论，但演员最终都只好顺从导演要求，以自己不认同的方式来演戏；另外，拍摄工作时常进行至夜深，引起演员不满。
录音、配音工作陆续进行了18个月。电影第一次录音时出现了海浪声过大、现场干扰声音未能消除、技术人员经验不足等问题，导致不少对白技术不达标的情况，因此需要重新配音，其中有一句对白共录制了207次。配音演员是毕志飞“在马路边找来的”（据他本人所说），这是因为他觉得专业演员的配音会出现“表演的痕迹”，故反对雇用专业配音演员。一名《逐梦演艺圈》演员对重新配音后的效果感到不满，他批评配音显得奇怪而生硬，并曾经多次为此向毕志飞投诉，更提出由他自掏腰包再次安排配音，但毕志飞予以坚拒。

### 叙事结构及剪辑
《逐梦演艺圈》共有十一条线索、二十个主要角色，每个角色各自有一条感情线，毕志飞把这种叙事结构与中国名画《清明上河图》相提并论。毕志飞本来把这种结构视为高难度的前卫艺术创新，但他在剪辑时才发现这样行不通，因为电影有时限，如果要在时间限制之内清楚展现所有线索，就会造成严重混乱。因此，毕志飞把一些叙事线索剪断，最终只留下几条完整的线索。除此以外，毕志飞还决定把电影划分为不同的“章节”，把故事结构改成章回体的形式。每个章节都有十个中文字的标题，例如“花开花落去，青春不复返”、“宝宝心里苦，但宝宝不哭”等。每当切换章节，章节标题就会以动画形式显示出来，文字旁边有毕志飞的卡通形象。
剪辑工作共耗时十个月，每天大概能够把四十秒的画面剪辑好。剧组本来有一名剪辑师，但毕志飞后来认为他缺乏经验，决定改由自己一手包办。电影剪辑并没有完全遵从一般的剪辑常规，例如转场没有运用空镜头；毕志飞认为这是打破规则的做法，并希望影视专业学生不要用既定理论知识来审视他的作品。

### 主题曲及音乐录像
逐梦，逐梦，逐梦演艺圈圈圈圈圈圈圈圈圈圈圈圈，
我们是纯洁，纯洁，纯洁，纯洁，纯洁的少年。——《逐梦演艺圈》主题曲首两句歌词
《逐梦演艺圈》主题曲由中国大陆女子组合SNH48 Team XII演唱。此曲毕志飞作词、作曲，他把想好的旋律哼出来，再用手机录音，交给音乐编辑师处理。音乐录像由毕志飞导演，他把录像设计成华丽的欧美风格，希望打造成“亚洲最大型的时尚MV”，营造可与《速度与激情》比拟的好莱坞大片感觉，并展示青春、时尚和积极的色彩。录像在海南三亚凤凰岛多个地点取景拍摄，动用了四架直升机、五艘游艇参与拍摄，还有十辆兰博基尼、法拉利等知名品牌的跑车，均为租用。音乐录像制作斥资280万人民币。

## 宣传
《逐梦演艺圈》在2016年12月定档后，剧组展开了为时三个月的“全国万里行”路演活动，期望到全中国所有省市进行路演，从而成为史上最大规模的同类活动。路演第一站为位处天津的南开大学，其后亦在重庆第二师范学院、北华大学、吉林农业大学、辽宁大学、哈尔滨广厦学院等多所高等院校举行。片方对路演成果非常满意，认为多场路演活动都成功收获大量观众的赞誉和肯定。不过，网上有消息指出，有些高校学生之所以参与路演活动，只是为了赚取学分，甚或是迫于高校辅导员的强制要求而出席；对此，毕志飞表示不知道是否属实。另外，在中国传媒大学的放映活动上，有多名观影学生批评电影品质欠佳，令毕志飞感到很挫败。
为了宣传《逐梦演艺圈》，毕志飞频繁参与电影推介会，又斥资购买广告位，但他在进行宣传工作时经常感觉挫败，认为传媒冷待自己。除了一般的宣传活动以外，毕志飞还经常前往岳父在海南开发的房地产项目，出席社交聚会，努力结交在海南度假的名流，从而邀请他们为《逐梦演艺圈》录制造势视频，提升电影的关注度。

## 发行
发行方为“北京实创传文化传媒有限公司”。《逐梦演艺圈》曾经多次改档，片方先后公布上映日期为2016年5月13日、2016年12月8日和2017年2月17日，最终确定首映档期为2017年9月22日。但是，中国大陆所有电影院线在同月26日收到片方通知，决定把电影紧急撤档，称为“改期上映”。毕志飞表示，之所以要紧急撤档，是因为《逐梦演艺圈》遭到过多负面评论和网络攻击。片方宣布重新定档于2018年2月16日（农历大年初一），其后又改为2月9日上映，档期持续一个月。
2018年8月3日16:00（UTC+8时区），《逐梦演艺圈》在中国大陆视频分享网站优酷的“VIP会员频道”和“电影频道”上线。优酷方面买下了此电影的全网独播版权，涉及金额不详，此后片方将无从过问优酷通过播放此电影而得到的一切收益。上线优酷首两个小时内，《逐梦演艺圈》在优酷PC端的播放量为2.1万，移动端播放量则为4万。而在上映前两天，毕志飞发布题为“致各路影评人和网络黑手的战书”的网络文章，表示要在上线优酷翌日晚上进行“网络讨论对战”，以视频弹幕形式与网民辩论《逐梦演艺圈》的品质。

## 反响

### 票房

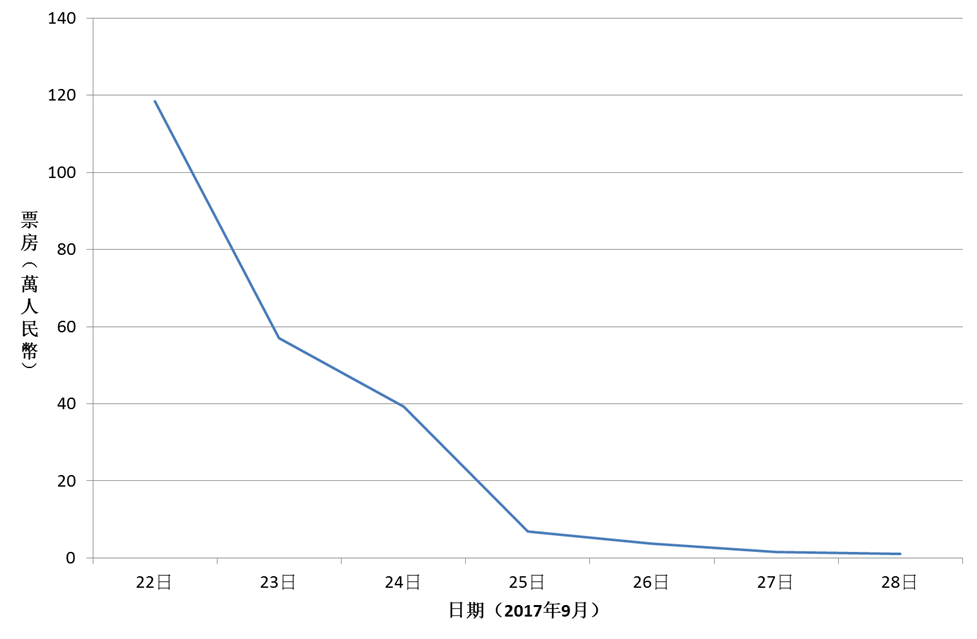
第一次上映期間的票房

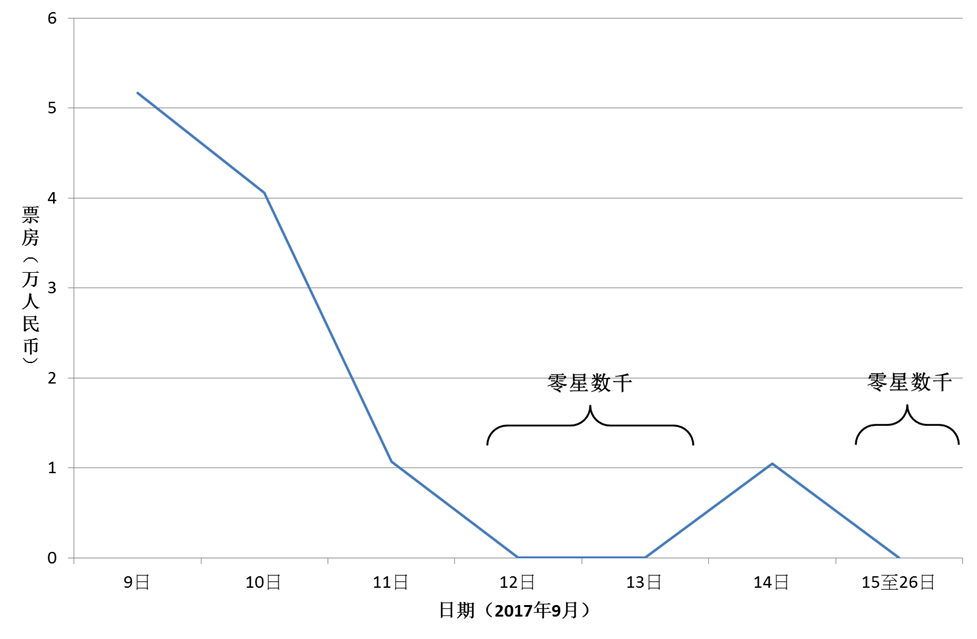
第二次上映期间的票房

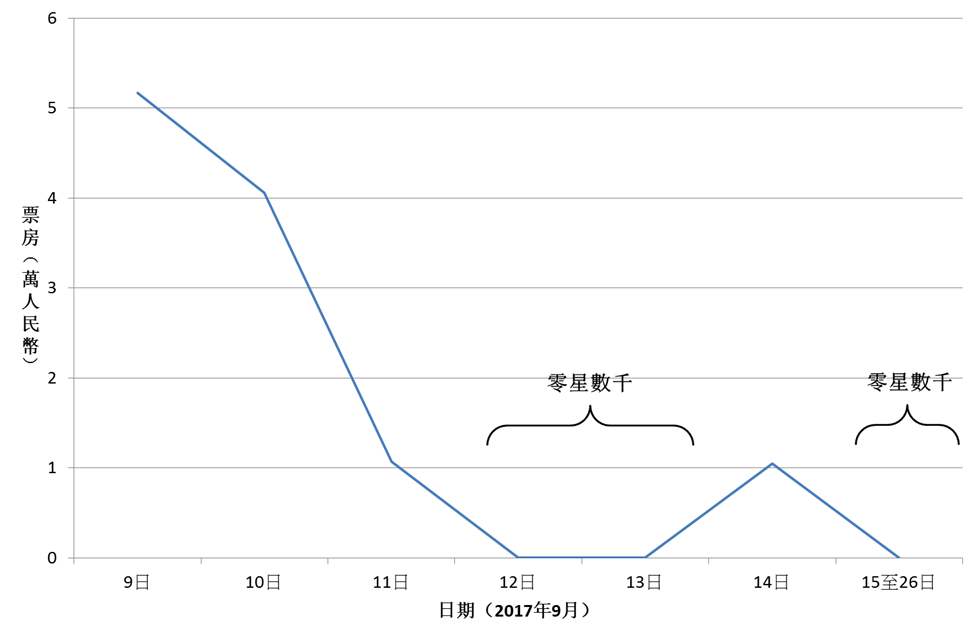
第二次上映期間的票房

《逐梦演艺圈》第一次上映期间共有225万人民币票房，第二次上映期间共有超过8.8万人民币票房。具体票房数据如下：

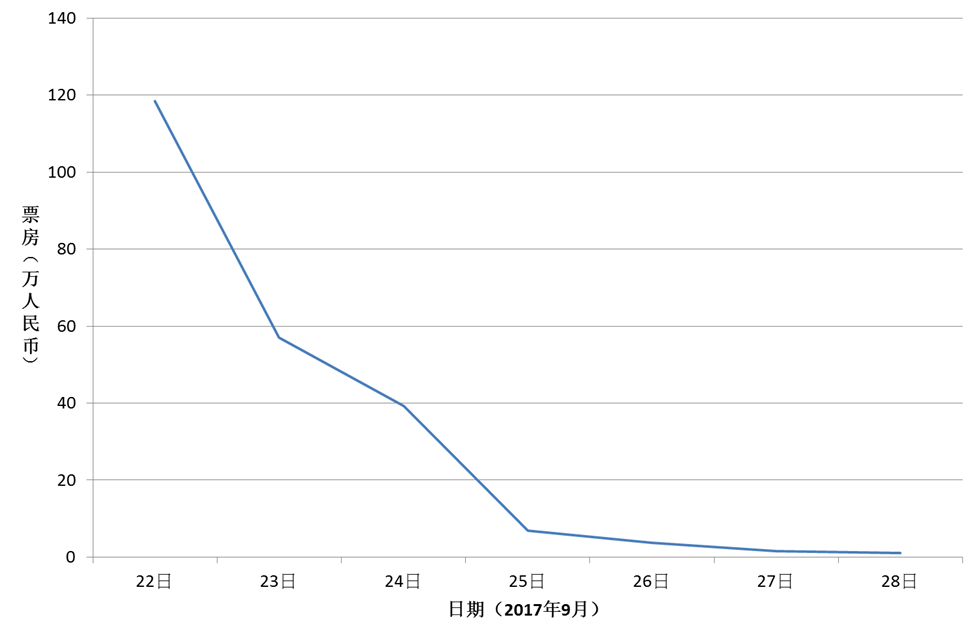
第一次上映期间的票房

| 日期                              | 票房（单位为人民币，不包括网售平台） |
| 第一次上映                        | 第一次上映                           |
| --------------------------------- | ------------------------------------ |
| 2017年9月22日                     | 118.48万元                           |
| 2017年9月23日                     | 57.07万元                            |
| 2017年9月24日                     | 39.31万元                            |
| 2017年9月25日                     | 6.88万元                             |
| 2017年9月26日                     | 3.7万元                              |
| 2017年9月27日                     | 1.49万元                             |
| 2017年9月28日                     | 1.14万元                             |
| 总计                              | 228.07万元                           |
| 第二次上映                        |                                      |
| 2018年2月9日                      | 5.17万元                             |
| 2018年2月10日                     | 4.06万元                             |
| 2018年2月11日                     | 1.07万元                             |
| 2018年2月14日                     | 1.05万元                             |
| 其余档期 （12日、13日、15至26日） | 合共有零星数千元                     |
| 总计                              | 约11.35万元                          |

### 评价

#### 正面意见
北京大学影视与戏剧研究中心在2016年11月24日为《逐梦演艺圈》举行“专家观摩研讨会”，会上有多名影视研究学者对此电影发表正面评价，包括许柏林、赵葆华、赵卫防等。他们主要赞赏《逐梦演艺圈》的立意、选材和价值观，例如许柏林形容此电影“揭露了商业社会对人生价值的扭曲”，赵葆华赞扬电影“展现了积极、健康、向上的时代主旋律”，赵卫防则指出此电影“充满阳光正能量，是一部难能可贵的现实题材青春片”，另外亦有学者认为此电影能够真实地反映艺术院校学生的生活。除此以外，赵葆华对《逐梦演艺圈》的叙事风格予以肯定，他把电影的多线叙事比喻为“多声部结构”，又形容片中一众主角的叙事线索组成了“美妙的和弦”。许柏林更赞扬此电影的拍摄和台词，并邀请毕志飞参与金鸡百花电影节。毕志飞把上述这些评价结集为“专家评价的亮点集合”，并上传到网络。
除了学者以外，《逐梦演艺圈》也得到一些知名导演和演员的正面评论，例如顾长卫、宁浩、黄渤、蒋雯丽等。当中，顾长卫曾经参与过《逐梦演艺圈》的发布会，并形容此电影“真的挺好的”；黄渤则为此电影拍摄宣传视频，其后在推介会上播放。

#### 负面意见
《逐梦演艺圈》在中国大陆网络世界遭到铺天盖地的负面评价，电影的剧情、叙事结构、演员演技、剪辑、美术效果、剧情、主题曲、预告片以至宣传海报都受到网民严厉批评。在知名电影评论网站豆瓣，网民普遍对《逐梦演艺圈》给予低评分，参与评分的用户当中有99%把此电影评为一星（满分为五星），平均得分一度低至2.0分（满分为10分），成为豆瓣有史以来评分最低的电影；豆瓣评论区几乎是一面倒的批评意见，例如认为剧情支离破碎、说教流于生硬、剧情单薄无趣、配色饱和度过高，甚至有网民语带调侃地说“好奇心使我点进去，求生欲使我退出来”，负评总数接近五万则。在英语影评网站互联网电影数据库（IMDB），《逐梦演艺圈》，的評分為1分（滿分10分），评论区排列最高的首三则影评分别为：“无以言表的可怕”（Beyond description awful）、“业余得要命，可怕”（Awkwardly amateur and terrible）和“世上最差的电影”（The worst film on Earth）。类近的负面意见也可见于微博、淘票票、猫眼电影等多个网络平台。除了影评网站以外，网上众多探讨影视作品的自媒体均发表文章，耻笑《逐梦演艺圈》的海报具“山寨”风格、主题曲有“洗脑”效果，并把电影形容为“神级烂片”。另外也有些网民认为，电影片长不足100分钟，却容纳了11条线索之多，以致出现电影沦为PowerPoint软件（PPT）所制作简报的感觉，因此把《逐梦演艺圈》讽刺为“PPT电影”。对于以上种种负评，毕志飞不以为然，认为网民的批评恰好反映出电影的创新之处，又质疑网上舆论受到操控。
在《逐梦演艺圈》的“专家观摩研讨会”上，北京师范大学教授陈晓云和北京电影学院教授王海洲都对电影的叙事结构予以负面评价。陈晓云认为，此电影有着一众主角，使剧情难以避免地出现分数，继而令电影无法在较短时限内有效塑造每个角色的个性，最终导致角色普遍缺乏个性的弊病。王海洲则点出，这种群像式电影需要由精彩的核心事件贯穿全片，但《逐梦演艺圈》并没有如此安排，加上叙事线索太多、主线不够明确，令电影无法做到对于人性和深层社会问题的思考。
《新京报》发表了题为《〈纯洁心灵〉们，差评不该怪打分平台》的评论文章，质疑《逐梦演艺圈》剧情建基于毕志飞本人对娱乐圈的低层次想象，又指出电影中有关“娱乐圈潜规则”、“演艺圈黑幕”的内容仿如胡编乱造的地摊文章和论坛帖子；此外，这篇影评也否定《逐梦演艺圈》的结构和剪辑，认为电影的叙事线索欠缺联系，镜头运用也有混乱之嫌，而且出现了不少穿帮（例如同一名角色的发型不停转变）。
2018年3月26日，《逐梦演艺圈》获颁发金扫帚奖（为讽刺性质，旨在评选中国年度最差电影）的“最令人失望电影”奖项，而毕志飞也因为执导此电影而得到“最令人失望导演”奖项。金扫帚奖主办方认为，《逐梦演艺圈》的桥段流于老生常谈，对白过于冗长，镜头语言运用差，叙事节奏未得到妥善控制，美术、灯光、服装都显得十分业余。主办方鞭挞此电影“无知无趣”、“无所畏惧”，形容观影过程为噩梦，又批评毕志飞缺乏自知和反省。毕志飞在微博表示对金扫帚奖一事不予回应。

### 奖项
根据片方宣传材料，《逐梦演艺圈》成功入围旧金山环球电影节，而且在2015年美国加州帝王国际电影节获得“最佳影片大奖”，后者的评审单位赞扬此电影的镜头运用、剪辑技巧、演员演技，更表示“感谢你们拍摄了一部完成得如此漂亮的电影”。不过，上观新闻、端传媒等媒体引述消息指出，这两个电影节都是“野鸡电影节”，所颁发的电影奖项也是“野鸡奖项”，片方付钱以后就能够得奖，没有严格评审标准，参考价值低。

### 豆瓣评分争议

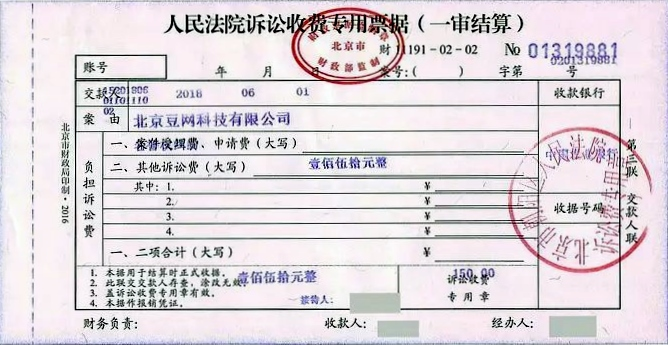
豆瓣运营方起诉毕志飞和《逐梦演艺圈》出品方的法院票据

《逐梦演艺圈》上映后就在电影评论网站豆瓣得到很低评分，毕志飞认为这是因为有网络水军恶意提交低分和差评，又质疑是系统问题令较高评分无法显示，指控豆瓣把电影评分锁定在低水平。他为此大感不满，故在网上发表题为“一个青年导演花十二年心血认认真真给中国拍电影，被豆瓣一天毁了！！”的文章，文中批评豆瓣侵害自己的声誉，并要求对方赔礼道歉。
2018年1月下旬，《逐梦演艺圈》出品方（北京实传创文化传媒有限公司，简称“实传创公司”）对豆瓣运营方（北京豆网科技有限公司）提出民事起诉，控告豆瓣没有尽其作为平台管理者的管理义务，导致其网站上持续出现对于此电影的恶意、不实评论，构成误导，有损实传创公司的合法权益；实传创公司又指，豆瓣在《逐梦演艺圈》上映当天把电影评分锁定为最低分，导致电影被视为烂片、毕志飞被视为烂导演，继而令观影人数减少，产生名誉损害和经济损失。就此，实传创公司要求豆瓣象征式地赔偿一元人民币，从而澄清公众对《逐梦演艺圈》的误解。豆瓣运营方则回应指，电影评分由网民决定，也会定期重新计算，没有“锁定机制”干扰评分；此外，豆瓣运营方引用网上评价、互联网电影数据库评分、金扫帚奖评选结果，认为片方无法证明《逐梦演艺圈》有良好品质和名声，加上豆瓣没有主动把此电影的低评分对外宣传，因此电影声誉与豆瓣没有关系。
自从起诉以后，毕志飞把网上对《逐梦演艺圈》的负面评价都定性为“豆瓣系的攻击”，视这些评论为起诉豆瓣引来的报复，又质疑部分批评者与豆瓣勾结。毕志飞又认为，豆瓣被视为电影评价网站中的权威，势力庞大，导致很多喜欢《逐梦演艺圈》的观众不敢公开发表好评。
到了2018年5月30日，毕志飞又发布一封致国家电影局的公开信，他在信中声称自己受到不公对待、造谣诽谤、网络暴力，又质疑“豆瓣系”能够绑架全中国的影评产业，不利于中国的电影行业和网络秩序，因此请求局方对此事予以彻底调查。同年6月1日，微博账号“豆瓣电影”公开豆瓣运营方起诉毕志飞和实传创公司的诉状和票据。豆瓣运营方控诉毕志飞涉嫌在先前的公开信中诽谤豆瓣一方，对豆瓣运营方构成恶劣影响，有损其合法权益，故要求毕志飞和实传创公司立即删除相关文章、并且向豆瓣运营方道歉。此案已由北京市朝阳区人民法院受理。面对诉讼，毕志飞回应指，有待法院作出公正裁决。
2018年8月22日，实传创公司对豆瓣运营方的诉讼在北京市朝阳区人民法院开庭审理。
对于毕志飞与豆瓣的争执，网民普遍较认同豆瓣，认为网上评分是出于用户自发行动，并期望毕志飞先反思《逐梦演艺圈》的品质。在网上新闻报道底下的评论区，大多数网民留言反对毕志飞，认为他这是企图禁止别人议论自己的作品，更有评论形容他“碰瓷豆瓣”。有些网民语带讽刺地“批评”豆瓣电影评分设有最低2.0分的下限，“要求”豆瓣改变评分机制，让网民把《逐梦演艺圈》评至负分。此外，《新京报》、上观新闻、澎湃新闻等多个传媒均发表评论文章，反对毕志飞对豆瓣的指控。
2021年2月14日，北京法院审判信息网公布北京实传创文化传媒有限公司（法定代表人为毕志飞）与北京豆网科技有限公司网络侵权责任纠纷一审民事判决书公布，案号为（2018）京0105民初17678号。法院一审宣判驳回原告的全部诉讼请求，案件受理费200元由原告负担。

## 相关
- 《汽车人总动员》（一部豆瓣评分极低的电影动画片）
- 《東八區的先生們》（一部豆瓣评分极低的連續劇）